# 야마모토 하야타
야마모토 하야타(일본어: 山本 隼大, 2003년 2월 12일~)는 일본의 축구 선수이다.

## 구단 경력
그는 2024년 J2리그의 미토 홀리호크에 입단했다.